# Mukagali Makatajev
Mukagali Makatajev (kazaško Мұқағали Мақатаев Mūqağali Maqataev; 9. februar 1931 – 27. marec 1976) je bil kazahstanski pesnik, pisatelj in prevajalec. Mukagali Makatajev je postavljen v enakost s stebri kazaške literature, kot sta Abai in Mukhtar Auezov. Slava in priznanje sta mu prišla po smrti. Makatajev je živel kratko, a svetlo življenje in svojim potomcem zapustil izjemno poezijo, polno nacionalne barve.

## Zgodnje življenje
Muqagali Suleimenovich Maqataev se je rodil 9. februarja 1931 v vasi Karasaz, okrožje Narynkol, regija Almaty, Kazahstanska SSR, ob vznožju Khan Tengrija. Sprva so ga starši poimenovali Mukhametkali, potem pa je mati menila, da ime preroka nosi veliko odgovornost in otroka začela klicati Mukagali. Dečkov oče Suleimen je delal na zemlji. Leta 1940 je postal predsednik kolektivne kmetije, vendar je vojna prekinila mirno življenje. Suleimen je šel na fronto in umrl v boju. Mati Nagiman je oboževala svojega prvega otroka. Ko je njegov oče odšel na fronto, je 10-letni deček ostal glavni moški v družini.

## Izobrazba in kariera
Diplomiral je na Literarnem inštitutu A. M. Gorky. Končal srednjo šolo. Kariero je začel kot sekretar vaškega sveta, vodja rdeče jurte, uslužbenec komsomolskih organov in literarni uslužbenec regionalnega časopisa.
V letih 1952–1969 je delal na srednji šoli kot učitelj ruskega jezika, napovedovalec na kazaškem radiu, v letih 1962–1972 je bil odgovorni sekretar časopisa Sovjetska meja (kazaško Советтік шекара), literarni sodelavec časopisov Socialistični Kazahstan (kazaško Социалистік Қазақстан, Sotsıalıstik Qazaqtan) in Kultura in življenje (kazaško Мәдениет және Тұрмыс, Mádenıet jáne Turmys) in revija Star (kazaško Жұлдыз, Juldyz). Leta 1972–1973 je bil literarni svetovalec Zveze pisateljev Kazahstana. V letih 1973–1974 je študiral na Moskovskem inštitutu za umetnost in literaturo.
Pesniška dela Mukagalija Makatajeva so bila prvič objavljena leta 1948 v časopisu "Sovjetska meja", ker je bil doma iz obmejnega območja Narynkol. Pesmi so vedno polne sklicevanj na te kraje in neozdravljivo bolan prosi, naj ga odpeljejo v rodno vas v upanju, da ga lahko reši le rodna zemlja. Bralci so svojega pesnika prepoznali in začutili iz objav v časopisih in revijah, iz kolektivne zbirke Zhastar Zhyry (»Pesmi mladosti«), ki je izšla leta 1951. Leta 1962 je časopis Socialistični Kazahstan objavil pesem Appassionata, ki je Makatajevu prinesla slavo, njegovo ime pa se je pridružilo vrstam najboljših kazahstanskih pesnikov.
Pesmi Lenin (kazaško Ленин, Lenın; 1964) in Mavr (kazaško Мавр, Mavr; 1970) sta bili posvečeni Leninu in Marxu. Pesniške zbirke Pozdravljeni prijatelji (kazaško Армысыңдар достар, Armysyńdar dostar 1966), Prišla si, lastovka moja? (kazaško Қарлығашым келдің бе?, Qarlyǵashym keldiń be?; 1968), Žal, srce moje (kazaško Дариға жүрек, Darıǵa jurek; 1972), Ko labodi spijo (kazaško Аққулар ұйықтағанда, Aqqýlar uıyqtaǵand a 1974), Toplota življenja (kazaško Шуағым менің, Shýaǵym meniń; 1975), Pesem življenja (kazaško Өмір-дастан, Ómir-dastan; 1976), Reka življenja (kazaško Өмір-өзен, Ómir-ózen; 1978), Srce poje (kazaško Жырлайды жүрек, Jyrlaıdy júrek; 1-2 knjige, 1982), Šolpan (kazaško Шолпан, Sholpan; 1984) in druge so vstopile v zlati sklad kazahstanske narodne poezije. Prozna dela so bila uvrščena v zbirko z naslovom Dve lastovki (kazaško Қос қарлығаш, Qos qarlyǵash; 1988). Številne pesmi Makatajeva so bile uglasbene.
Makatajev je v kazaški jezik prevedel sonete Williama Shakespeara (1970), pesmi Walta Whitmana (1969), Dantejevo Božansko komedijo (1971) in druga literarna dela.
Sposobnost sočutja, empatije, dobrega, usmiljenja je postala pesnikovo glavno merilo pri ocenjevanju človeka in lajtmotiv vse ustvarjalnosti. Zanj je bilo ključnega pomena, da so ljudje razumeli in vzljubili vrstice, »preproste kot življenje«.

## Smrt
Mukagali Makatajev je umrl v Almatyju 27. marca 1976 v starosti 45 let. Leta 1999 je bil Mukagali Makatajev posthumno nagrajen z državno nagrado Republike Kazahstan za zbirko pesmi pod naslovom Amanat.

## Družina
- Oče - Sulejman, mati Nagiman (1905–1995)
- Žena - Lashyn (1928–2006)
- Otroci - Maygul, Lyazzat, Almagul, Sholpan (hčere), Aybar in Zhuldyz (rojen 1953). Zadnja dva otroka sta njegova sinova.

## Spomin
- Leta 1985 je Zveza pisateljev Kazahstana ustanovila literarno nagrado, poimenovano po M. Makatajevu.
- Leta 1991 so v Almatiju po njem poimenovali ulico, na hiši, kjer je živel, pa so postavili spominsko ploščo.
- Leta 2000 je vlada Kazahstana za pesniško zbirko Amanat posthumno podelila Državno nagrado Republike Kazahstan na področju literature, umetnosti in arhitekture.[5]
- Leta 2002 so mu v parku na vogalu ulic Makataeva in Želtoksan postavili bronasti spomenik.[6]
- Leta 2021 je izšel film »Mukagali« režiserja Bolata Kalymbetova, posnet v filmskem studiu Kazakhfilm po naročilu Ministrstva za kulturo in šport Republike Kazahstan. Na 25. filmskem festivalu v Talinu Temne noči je film prejel nagrado ekumenske žirije.[7]